# 宋成
宋成（1930年6月12日—1997年6月10日），又译宋先，化名乔同志（សមមិត្តខៀវ），柬埔寨軍人、政治家。民主柬埔寨和紅色高棉領導人之一。1974年至1981年期間任柬埔寨共產黨中央委員會委員，1981年至1992年任民主柬埔寨黨中央委員會委員。
宋成自紅色高棉奪權前就擔任武裝部隊最高指揮官。民主柬埔寨成立後出任國防部長。宋成同時負責管理紅色高棉安全機構，其中包括安全警察「桑德巴爾」以及臭名昭著的S-21監獄。1979年越南入侵柬埔寨，宋成與波爾布特等其他紅色高棉領導人撤退到泰柬邊境，繼續同越南對抗。1985年，波爾布特退休，由宋成繼任民主柬埔寨國民軍總司令，但事實上仍受波爾布特領導。
1997年紅色高棉發生分裂之際，宋成因為計劃向柬埔寨王国政府投誠，被波爾布特處決，其妻兒也被殺害。

## 生平
宋成是下高棉人，出生在法屬交趾支那茶榮省（今屬越南）的一個地主家庭裡，後前往金邊一所教師學校接受教育。1950年獲得獎學金，並前往法國留學。在巴黎期間，他學習了哲學和歷史學。在那裡，他認識了沙洛特紹（即後來的波爾布特）、英薩利和胡榮，加入了法國共產黨。
在法國留學期間，宋成的成績平庸，而且他堅持繼續參與政治活動，導致當局在1956年5月撤銷了他的獎學金。同年他帶著教師資格證書回國，在西索瓦公立中學教書。1960年代，就任金邊大學附屬教育研究所研究部長，他大約在這個時期加入了杜斯木領導的高棉人民革命黨。他反對諾羅敦·施亞努親王的人民社會同盟政權，於1962年被指控，被調往茶膠省的一所高中擔校長。
1963年2月，在高棉人民革命黨的黨大會上，宋成當選為黨中央委員，黨內序列為第11位。在沙洛特紹接管這個黨的時候，一些左翼份子開始逃離金邊鄉村。宋成也於1964年決定潛伏；他躲進中國外交車輛的後備箱內逃離金邊。此後，沙洛特紹在柬越邊境組建了自己的遊擊隊營地，被稱為「辦公室100」，宋成是第一批加入者之一。隨後，他很快被送往臘塔納基里省，在高地高棉人中開展反政府活動。他在遊擊戰中展露出才華，迅速被提升到黨的高層領導人。他於1968年負責了柬埔寨西南部幾次成功的起義，據報導，他是貢布省、茶膠省、磅士卑省政治委員會的負責人。
1970年朗诺政变後，西哈努克流亡北京與其先前的敵人紅色高棉共同組建柬埔寨王國民族團結政府，共同對抗高棉共和國政權。大量新兵受到西哈努克名字的吸引，加入了紅色高棉部隊。宋成雖不是民族團結政府的重要成員，但因為他在柬埔寨民族解放軍（紅色高棉武裝部隊）中擔任要職，擁有相當大的權力。他與英薩利一起負責東北大區，這裡是黨的中心據點。
1972年，宋成被任命為總參謀長。有些同志認為他風格專斷，且存在資產階級觀點，例如在1971年的黨大會上胡榮就公開批判他。但他對波爾布特的熱愛以及對黨中央的親密關係保證了他的高位。
1974年12月初，被紅色高棉任命為攻擊首都金邊的戰線司令官。1975年奪取金邊之後，8月13日，被任命為副总理兼國防部部長，負責國內的公安和國防。他也是紅色高棉秘密警察機關桑德巴爾的負責人，同時監督S-21監獄的行動，並向黨中央報告立場。他積極參與審訊和酷刑程序的設計。
1976年，擔任波爾布特內閣的副总理兼國防部部長，其妻雲亞則擔任文化和教育部長。
1978年11月舉行的黨大會上，宋成被選為黨中央委員會常務委員候補，序列昇為第6位，負責黨務、人事和國防事務。同時還當選黨軍事委員會委員。然而，在黨大會之後，序列第五的副总理兼經濟部部長溫威被打倒，隨後被關入S-21監獄並殺害。當時宋成是S-21負責人康克由的頂頭上司，可能是宋成指使康克由殺害了他。
在國防方面，宋成對前高棉國家軍隊的軍官進行清洗。他還負責將先前的柬埔寨民族解放軍改組為柬埔寨革命軍，在紅色高棉奪權前，各地解放軍由各大區書記領導，擁有一定自治權，某些大區的書記展現出「軍閥特徵」。宋成對持不同政見、或者意識形態不純的大區幹部進行清洗。1977年至1978年，隨著柬埔寨與越南邊境衝突日益頻繁，清洗行動變得越來越殘酷。1978年的最後六個月裡，宋成負責在東部大區殺害了超過10萬人，這些人被指控為「高棉人越南心」，因為他們被認定為與越南存在聯繫。在紅色高棉掌權末期，S-21監獄的檔案供詞中多次出現了宋成的名字，據推測宋成本人也開始被懷疑，若是後來越南沒有入侵，宋成自己很可能也要成為安全機構的受難者。
1978年底，越南全面入侵柬埔寨。1979年1月6日，也就是在金邊被越軍攻陷的前一天夜裡，宋成離開金邊前往磅湛，糾集東部戰線紅色高棉軍隊的殘餘勢力，前往柬埔寨西部的泰柬邊境一帶同波爾布特等領導人會合。柬埔寨革命軍的殘餘勢力被改組為民主柬埔寨國民軍，以豆蔻山脈為基地，指揮紅色高棉軍展開遊擊戰，對抗越南及柬埔寨人民共和國政權。同年12月，以喬森潘為首的流亡政府成立，再次擔任副总理兼國防部部長。
1985年，波爾布特宣佈「退休」，宋成被選定為其接班人，成為民主柬埔寨國民軍的總司令，但事實上仍受波爾布特領導。
1991年，同喬森潘一同前往金邊，與衝突各方簽訂《巴黎和平協定》。宋成成為全國最高委員會委員，該委員會旨在保護國家獨立，直至聯合國監督下的選舉開始。然而，紅色高棉領導人就是否繼續談判發生爭執。而宋成的弟弟已經率軍向柬埔寨政府投降，致使宋成受到波爾布特的猜忌，懷疑他暗自與洪森勾結。1992年5月宋成在與強硬派領導人塔莫克的鬥爭中失勢。宋成便通過弟弟，與第二首相洪森接觸。
1997年6月10日，宋成試圖向柬埔寨政府投降，波爾布特得知後便先發制人，派其衛隊長包圍了宋成的住宅，逮捕宋成，用AK47射擊頭部殺害。喬森潘宣佈宋成是「金邊政權的間諜」，已被當做叛徒處決。6月15日，其妻雲亞及親屬八人也被處決。宋成一家死後，波尔布特还下令用卡車來回碾壓他们的屍體，直至血肉模糊。
宋成之死激起了紅色高棉內部對波爾布特的不滿。不久後，波爾布特就被塔莫克逮捕，隨後判處其終身監禁。